# Station Ruda Czarny Las
Station Ruda Czarny Las is een spoorwegstation in de Poolse plaats Ruda Śląska.